# Strömma Turism & Sjöfart
Strömma Turism & Sjöfart AB, före 1999 Ångfartygs AB Strömma Kanal, är ett svenskt rederi- och turistföretag med verksamhet i 13 städer i Sverige (Stockholm, Göteborg och Malmö), Nederländerna (Amsterdam), Danmark (Köpenhamn), Finland (Helsingfors) och Norge (Oslo, Stavanger, Bergen, Geiranger och Ålesund).
Företaget har sina rötter i det 1957 bildade finländsktägda Bore Lines AB och det 1968 bildade Nya Ågfartygs AB Strömma Kanal. Bore Lines köpte det 1981 nybildade Ångfarts AB Strömma Kanal 1992.
År 1999 bytte Bore Lines AB namn till Strömma Turism & Sjöfart och fusionerade med August Lindholm AB och Ångfartygs AB Strömma Kanal.
Företag som ingår eller har ingått i Strömma Kanalkoncernen är:
- Aug. Lindholms Eftr. (köpt av Bore Lines 1955)
- Tourist Sightseeing (köpt av Bore Lines) 1978, namnändrat till Stockholm Sightseeing 1988)
- Forsmans Sightseeing (köpt av Bore Lines 1983)
- Göteborgs Sightseeing (grundat av Bore Lines 1989)
- City Sightseeing (köpt 1991 av Ångfarts AB Strömma Kanal)
- Hemavan-Tärnaby (1999–2000)
- Rederi AB Göta Kanal (2000)
- Riksgränsen 2001
- Interbus AB 2006
- Ekman Buss 2007
- Djurgårdens Färjetrafik AB

År 2019 hade Strömma Turism & Sjöfart 140 passagerarbåtar och 200 tvåvåningsbussar.
Företaget köptes 1992 av Bore Lines inom Rettig Group Oy Ab. Tillgångarna i detta familjeägda holdingbolag delades 2013 upp på olika familjegrenar efter Gilbert von Rettig, varvid Strömma Turism & Sjöfart tillföll Hans von Rettigs familjegren.

## Historik
Verksamheten i Nya Ångfartygs AB Strömma Kanal startade vid mitten av 1960-talet i Stockholm på initiativ av Richard Grönstedt (född 1940) och Kjell Ronne (född 1939). Tanken var ursprungligen att bedriva trafik till Sandhamn i Stockholms skärgård med Ångslupen Valkyrian. År 1968 grundades företaget med den ändrade verksamhetsidén att bedriva trafik med Valkyrian, nu under namnet S/S Drottningholm, mellan Stadshuskajen och Drottningholms slott. Företaget räddade också andra ångbåtar som Saxaren (omdöpt till M/S Gustafsberg VII, ångslupen Delfin (omdöpt till S/S Sjöfröken), S/S Saltsjön och Bayard (sedermera M/S Prins Carl Philip).
Företaget prövade också under 1970-talet utan framgång att öppna trafik på Åland, bland annat med den tidigare Stockholm-ångfartyget S/S Kastellholm.
Företaget gick i konkurs 1981, varefter det rekonstruerades i Ångfartygs AB Strömma Kanal. Detta företag expanderade under 1980-talet.
Företagets vd 1985–2019 var Jan Larsén.
Ångfartygs AB Strömma Kanal köptes 1992 av finländska Rettiggruppen, som tidigare hade skaffat sig ägarintressen i turistbranschen i Finland och Sverige. Det fusionerades 1999 med Bore Lines och August Lindholm AB till Strömma Turism & Sjöfart. År 2001 övertogs Rederi AB Göta Kanal. Åren 2011–2013 expanderade verksamheten i Danmark, Finland och Norge, och 2016 också i Nederländerna med köp av sightseeing-företaget Canal i Amsterdam.
Åren 1999–2014 bedrevs också skidturism i Tärnaby, Hemavan och Riksgränsen. Hemavan är dock fortfarande inom samma ägarkrets och har fortfarande vissa kopplingar till Strömma. Företagets turistbusstrafik i Interbus, Viking Buss och Ekmanbuss avvecklades 2015.

## Varumärken i urval
- Birka Vikingastaden
- Cinderellabåtarna
- City Sightseeing
- Rederi AB Göta Kanal[6]
- Stockholm Sightseeing
- Strömma Kanalbolaget